# 스탠리 스탠칙
스탠리 앤서니 ("스탠") 스탄치크(Stanley Anthony ("Stan") Stanczyk, 1925년 5월 10일 ~ 1997년 7월 3일)는 미국의 역도 선수였다.
디트로이트에서 태어난 그는 1946년과 1952년 사이에 1948년 하계 올림픽과 1951년 팬아메리칸 게임에서 금메달은 물론, 3개의 다른 무게급 부문에서 5개의 연속적 세계 타이틀과 6개의 연속적 국내 타이틀을 우승하였다.
1952년 하계 올림픽에서 스탄치크는 2위를 하고, 1953년과 1954년 세계 선수권에서 3위를 하였다.
제2차 세계 대전이 일어나는 동안에 스탄치크는 미국 육군에 3년간 복무하였다. 1954년에 은퇴하여 마이애미에서 식당과 합쳐진 볼링장을 열어 부인 도로시와 함께 27년간 운영하였다.
1991년 국립 폴란드계 미국인 스포츠 명예의 전당에 헌액되었다.